# 신나라 과학나라
《신나라 과학나라》는 2002년 7월 18일부터 2009년 4월 14일까지 방송되었던 어린이 교육 프로그램이다.

## 개요
방송 초기에는 《갈갈이의 신나라 과학나라》라는 제목으로 박준형, 이승환, 정종철 등이 진행하였으며, KBS가 제작하였다. 이후 KBS대전방송총국이 제작을 담당하면서 현재의 프로그램명으로 바뀌었으며, 진행자도 전면 교체되었다. 2009년 방송분은 이전 방송분과는 달리 드라마 형태로 제작되었다.

## 방송 시간
| 방송 채널 | 방송 기간                          | 방송 시간                            |
| --------- | ---------------------------------- | ------------------------------------ |
| KBS 2TV   | 2002년 7월 18일 ~ 2002년 10월 24일 | 매주 목요일 오후 5시 ~ 5시 30분      |
| KBS 2TV   | 2002년 10월 31일 ~ 2003년 6월 19일 | 매주 목요일 오후 4시 40분 ~ 5시 10분 |
| KBS 2TV   | 2003년 6월 26일 ~ 2003년 10월 30일 | 매주 목요일 오후 5시 30분 ~ 6시      |
| KBS 1TV   | 2003년 11월 6일 ~ 2005년 4월 28일  | 매주 목요일 오후 5시 20분 ~ 5시 45분 |
| KBS 1TV   | 2005년 5월 5일 ~ 2005년 10월 27일  | 매주 목요일 오후 5시 15분 ~ 5시 45분 |
| KBS 1TV   | 2005년 11월 3일 ~ 2007년 11월 1일  | 매주 목요일 오후 5시 20분 ~ 5시 45분 |
| KBS 1TV   | 2007년 11월 6일 ~ 2009년 4월 14일  | 매주 화요일 오후 4시 35분 ~ 5시      |

## 역대 출연자
- 2008년 이전 방송분은 진행자를 기준으로 작성.

2002년 ~ 2003년
- 박준형, 이승환, 정종철

2003년 ~ 2004년
- 고은주, 표인봉

2005년 ~ 2006년
- 이승연

2006년
- 윤수영(단독 진행)

2006년 ~ 2007년
- 윤수영, 황유진(공동 진행)

2007년
- 임준수(중반), 이창석(후반), 전유미

2008년
- 이창석, 전유미

2009년
- 오준호 : 카이스트 기계공학부 교수
- 안은정 : 오나라 역
- 채상우 : 오상우 역
- 양상국 : 오상국 역
- 휴보(로봇)

## 방송 회차
- 2004년 이전 방송 회차는 생략함.

### 2005년
| 회차 | 방송일    | 내용                                         | 내용                                                          |
| ---- | --------- | -------------------------------------------- | ------------------------------------------------------------- |
| 119  | 1월 6일   | 아인슈타인 퀴즈 왕                           | 서울 동작초등학교 대 부산 성남초등학교 편                     |
| 119  | 1월 6일   | 으라차차 사이언스                            | 김종환 교수 1편                                               |
| 120  | 1월 13일  | 아인슈타인 퀴즈 왕                           | 부산 성남초등학교 대 경기 벽제초등학교 편                     |
| 120  | 1월 13일  | 으라차차 사이언스                            | 김종환 교수 2편                                               |
| 121  | 1월 20일  | 아인슈타인 퀴즈 왕                           | 부산 성남초등학교 대 대전 매봉초등학교 편                     |
| 121  | 1월 20일  | 으라차차 사이언스                            | 한국전자통신연구원 이동통신사업단 편                          |
| 122  | 1월 27일  | 아인슈타인 퀴즈 왕                           | 부산 성남초등학교 대 광주 유안초등학교 편                     |
| 122  | 1월 27일  | 으라차차 사이언스                            | 박홍석 박사 1편                                               |
| 123  | 2월 3일   | 아인슈타인 퀴즈 왕                           | 부산 성남초등학교 대 대전 금선초등학교 편                     |
| 123  | 2월 3일   | 으라차차 사이언스                            | 박홍석 박사 2편                                               |
| 124  | 2월 17일  | 아인슈타인 퀴즈 왕                           | 충남 용암초등학교 대 대구 경북대학교 사범대학 부속초등학교 편 |
| 124  | 2월 17일  | 으라차차 사이언스                            | 김창수 박사 1편                                               |
| 125  | 2월 24일  | 아인슈타인 퀴즈 왕                           | 충남 용암초등학교 대 인천 청량초등학교 편                     |
| 125  | 2월 24일  | 으라차차 사이언스                            | 김창수 박사 2편                                               |
| 126  | 3월 3일   | 아인슈타인 퀴즈 왕                           | 충남 용암초등학교 대 서울 신답초등학교 편                     |
| 126  | 3월 3일   | 으라차차 사이언스                            | 오준호 교수 1편                                               |
| 127  | 3월 10일  | 아인슈타인 퀴즈 왕                           | 서울 신답초등학교 대 경북 포항제철동초등학교 편               |
| 127  | 3월 10일  | 으라차차 사이언스                            | 오준호 교수 2편                                               |
| 128  | 3월 14일  | 아인슈타인 퀴즈 왕                           | 경북 포항제철동초등학교 대 경남 천전초등학교 편               |
| 128  | 3월 14일  | 으라차차 사이언스                            | 박석재 박사 1편                                               |
| 129  | 3월 21일  | 아인슈타인 퀴즈 왕                           | 경북 포항제철동초등학교 대 경기 송원초등학교 편               |
| 129  | 3월 21일  | 으라차차 사이언스                            | 박석재 박사 2편                                               |
| 130  | 3월 28일  | 아인슈타인 퀴즈 왕                           | 경북 포항제철동초등학교 대 대전 갑천초등학교 편               |
| 130  | 3월 28일  | 으라차차 사이언스                            | 유상수 팀장 1편                                               |
| 131  | 4월 7일   | 아인슈타인 퀴즈 왕                           | 경북 포항제철동초등학교 대 충북 교동초등학교 편               |
| 131  | 4월 7일   | 으라차차 사이언스                            | 유상수 팀장 2편                                               |
| 132  | 4월 14일  | 아인슈타인 퀴즈 왕                           | 경기 마북초등학교 대 강원 서원주초등학교 편                   |
| 132  | 4월 14일  | 으라차차 사이언스                            | 최덕근 박사 편                                                |
| 133  | 4월 21일  | 아인슈타인 퀴즈 왕                           | 경기 마북초등학교 대 서울 초당초등학교 편(과학의 날 특집)     |
| 134  | 4월 28일  | 아인슈타인 퀴즈 왕                           | 서울 초당초등학교 대 대전 대덕초등학교 편                     |
| 134  | 4월 28일  | 으라차차 사이언스                            | 유향숙 박사 1편                                               |
| 135  | 5월 5일   | 우주 가족 선발대회(어린이날 특집)            | 우주 가족 선발대회(어린이날 특집)                             |
| 136  | 5월 12일  | 아인슈타인 퀴즈 왕                           | 서울 초당초등학교 대 울산 월계초등학교 1편                    |
| 136  | 5월 12일  | 으라차차 사이언스                            | 유향숙 박사 2편                                               |
| 137  | 5월 19일  | 아인슈타인 퀴즈 왕                           | 서울 초당초등학교 대 울산 월계초등학교 2편                    |
| 137  | 5월 19일  | 으라차차 사이언스                            | 이상률 박사 편                                                |
| 138  | 5월 26일  | 아인슈타인 퀴즈 왕                           | 울산 월계초등학교 대 충북 목행초등학교 1편                    |
| 138  | 5월 26일  | 으라차차 사이언스                            | 김웅서 박사 편                                                |
| 139  | 6월 2일   | 아인슈타인 퀴즈 왕                           | 울산 월계초등학교 대 충북 목행초등학교 2편                    |
| 139  | 6월 2일   | 으라차차 사이언스                            | 김동성 박사 편                                                |
| 140  | 6월 9일   | 아인슈타인 퀴즈 왕                           | 전남 현경초등학교 대 충북 목행초등학교 1편                    |
| 140  | 6월 9일   | 으라차차 사이언스                            | 조광연 박사 편                                                |
| 141  | 6월 16일  | 아인슈타인 퀴즈 왕                           | 전남 현경초등학교 대 충북 목행초등학교 2편                    |
| 141  | 6월 16일  | 으라차차 사이언스                            | 이융남 박사 편                                                |
| 142  | 6월 23일  | 아인슈타인 퀴즈 왕                           | 전남 현경초등학교 대 충남 동대초등학교 1편                    |
| 142  | 6월 23일  | 으라차차 사이언스                            | 정세채 박사 편                                                |
| 143  | 6월 30일  | 아인슈타인 퀴즈 왕                           | 전남 현경초등학교 대 충남 동대초등학교 2편                    |
| 143  | 6월 30일  | 으라차차 사이언스                            | 윤정훈 박사 편                                                |
| 144  | 7월 7일   | 아인슈타인 퀴즈 왕                           | 충남 동대초등학교 대 서울 신서초등학교 1편                    |
| 144  | 7월 7일   | 으라차차 사이언스                            | 정동찬 실장 편                                                |
| 145  | 7월 14일  | 아인슈타인 퀴즈 왕                           | 충남 동대초등학교 대 서울 신서초등학교 2편                    |
| 145  | 7월 14일  | 으라차차 사이언스                            | 고인수 소장 편                                                |
| 146  | 7월 21일  | 아인슈타인 퀴즈 왕                           | 충남 동대초등학교 대 대전 어은초등학교 1편                    |
| 146  | 7월 21일  | 알쏭이의 과학 여행                           | 질병없는 세상을 위하여 - 줄기세포 편                          |
| 147  | 7월 28일  | 아인슈타인 퀴즈 왕                           | 충남 동대초등학교 대 대전 어은초등학교 2편                    |
| 147  | 7월 28일  | 알쏭이의 과학 여행                           | 좋은 자외선 나쁜 자외선 편                                    |
| 148  | 8월 4일   | 자연으로 떠나는 신나라 과학나라 여름캠프 1부 | 자연으로 떠나는 신나라 과학나라 여름캠프 1부                  |
| 148  | 8월 4일   | 알쏭이의 과학 여행                           | 미래로의 여행 - 유비쿼터스 편                                 |
| 149  | 8월 11일  | 자연으로 떠나는 신나라 과학나라 여름캠프 2부 | 자연으로 떠나는 신나라 과학나라 여름캠프 2부                  |
| 149  | 8월 11일  | 알쏭이의 과학 여행                           | TV야 놀자 편                                                  |
| 150  | 8월 18일  | 자연으로 떠나는 신나라 과학나라 여름캠프 3부 | 자연으로 떠나는 신나라 과학나라 여름캠프 3부                  |
| 150  | 8월 18일  | 알쏭이의 과학 여행                           | 2005 과학축전 편                                              |
| 151  | 8월 25일  | 미래의 극지 과학자들 북극을 가다             | 미래의 극지 과학자들 북극을 가다                              |
| 152  | 9월 1일   | 아인슈타인 퀴즈 왕                           | 충남 동대초등학교 대 인천 논곡초등학교 1편                    |
| 152  | 9월 1일   | 알쏭이의 과학여행                            | 미국의 과학을 만나다 - 선진 과학을 만나다 편                  |
| 153  | 9월 8일   | 아인슈타인 퀴즈 왕                           | 충남 동대초등학교 대 인천 논곡초등학교 2편                    |
| 153  | 9월 8일   | 알쏭이의 과학여행                            | 미국의 과학을 만나다 - 광활한 대자연과의 만남 편              |
| 154  | 9월 15일  | 어와 둥둥 팔월 한가위 속의 과학(추석 특집)   | 어와 둥둥 팔월 한가위 속의 과학(추석 특집)                    |
| 155  | 9월 22일  | 아인슈타인 퀴즈 왕                           | 인천 논곡초등학교 대 전북 서일초등학교 1편                    |
| 155  | 9월 22일  | 알쏭이의 과학여행                            | 자연의 무서운 힘 태풍 - 그 비밀을 밝혀라 편                   |
| 156  | 9월 29일  | 아인슈타인 퀴즈 왕                           | 인천 논곡초등학교 대 전북 서일초등학교 2편                    |
| 156  | 9월 29일  | 알쏭이의 과학여행                            | 위조지폐 홀로그램의 비밀 편                                   |
| 157  | 10월 6일  | 아인슈타인 퀴즈 왕                           | 인천 논곡초등학교 대 대구 선원초등학교 1편                    |
| 157  | 10월 6일  | 알쏭이의 과학여행                            | 무엇이든 찾아내는 신비한 기술 GPS 편                          |
| 158  | 10월 13일 | 아인슈타인 퀴즈 왕                           | 인천 논곡초등학교 대 대구 선원초등학교 2편                    |
| 158  | 10월 13일 | 알쏭이의 과학여행                            | 우주를 향한 꿈 위성 편                                        |
| 159  | 10월 20일 | 아인슈타인 퀴즈 왕                           | 대구 선원초등학교 대 충남 용남초등학교 편                     |
| 159  | 10월 20일 | 알쏭이의 과학여행                            | 하늘을 나는 배 위그선 편                                      |
| 160  | 10월 27일 | 닮고 싶은 과학기술인                         | 김규원 박사 편                                                |
| 160  | 10월 27일 | 알쏭이의 과학여행                            | 무서운 자연의 힘 지진의 비밀 편                               |
| 161  | 11월 3일  | 닮고 싶은 과학기술인                         | 김예동 소장 편                                                |
| 161  | 11월 3일  | 알쏭이의 과학여행                            | 특명 조류독감 X파일을 벗겨라                                  |
| 162  | 11월 10일 | 닮고 싶은 과학기술인                         | 고계원 교수 편                                                |
| 162  | 11월 10일 | 알쏭이의 과학여행                            | 과학과 예술의 만남 - 웰컴 투 디지털 아트 편                   |
| 163  | 11월 17일 | 닮고 싶은 과학기술인                         | 김상면 사장 편                                                |
| 163  | 11월 17일 | 알쏭이의 과학여행                            | 맛있는 김치 속의 과학 편                                      |
| 164  | 11월 24일 | 닮고 싶은 과학기술인                         | 김희준 교수 편                                                |
| 164  | 11월 24일 | 알쏭이의 과학여행                            | 세계 정상들도 놀란 첨단 IT 코리아 편                          |
| 165  | 12월 1일  | 닮고 싶은 과학기술인                         | 황철주 사장 편                                                |
| 165  | 12월 1일  | 알쏭이의 과학여행                            | 박물관 속의 숨은 과학찾기 편                                  |
| 166  | 12월 8일  | 닮고 싶은 과학기술인                         | 박석재 원장 편                                                |
| 166  | 12월 8일  | 알쏭이의 과학여행                            | 과학으로 어린이 비만을 잡아라 편                              |
| 167  | 12월 15일 | 닮고 싶은 과학기술인                         | 장인순 박사 편                                                |
| 167  | 12월 15일 | 알쏭이의 과학여행                            | 열려라 세계 최초 DMB 세상 편                                  |
| 168  | 12월 22일 | 닮고 싶은 과학기술인                         | 신희섭 박사 편                                                |
| 168  | 12월 22일 | 알쏭이의 과학여행                            | 크리스마스 속의 과학 편                                       |
| 169  | 12월 29일 | 닮고 싶은 과학기술인                         | 박완철 박사 편                                                |
| 169  | 12월 29일 | 알쏭이의 과학여행                            | 신비한 결정체 눈꽃의 비밀 편                                  |

### 2006년
| 회차 | 방송일    | 내용                                                      |
| ---- | --------- | --------------------------------------------------------- |
| 170  | 1월 5일   | 2006년 과학계의 이슈와 전망                               |
| 171  | 1월 12일  | 정전기, 얼음 위의 스포츠 1편                              |
| 172  | 1월 19일  | 레이저, 얼음 위의 스포츠 2편                              |
| 173  | 1월 26일  | 명절 놀이 속의 과학, 눈 위의 스포츠 1편                   |
| 174  | 2월 2일   | MP3의 비밀, 눈 위의 스포츠 2편                            |
| 175  | 2월 9일   | 내 몸에 사는 기생생물의 세계, 병원에서 찾은 과학 1편      |
| 176  | 2월 16일  | 유통기한의 비밀, 병원에서 찾은 과학 2편                   |
| 177  | 2월 23일  | 휴대전화의 전자파, 병원에서 찾은 과학 3편                 |
| 178  | 3월 2일   | 잠의 비밀, 신나라 우주탐험대 1편                          |
| 179  | 3월 9일   | 달콤한 설탕의 유혹과 진실, 신나라 우주탐험대 2편          |
| 180  | 3월 16일  | 로봇 물고기, 신나라 우주탐험대 3편                        |
| 181  | 3월 23일  | 디지털 카메라, 신나라 우주탐험대 4편                      |
| 182  | 3월 30일  | 블루투스, 신나라 우주탐험대 5편                           |
| 183  | 4월 6일   | 꽃의 색이 가진 비밀, 신나라 우주탐험대 6편                |
| 184  | 4월 27일  | 봄 하늘에 숨어있는 과학, 2006 가족과학축제 1편            |
| 185  | 5월 11일  | 마술 속에 숨은 과학원리, 2006 가족과학축제 2편            |
| 186  | 5월 18일  | 발명을 잘 하기 위한 방법, 1억년 전 공룡의 세계 1편        |
| 187  | 5월 25일  | 축구공의 비밀, 1억년 전 공룡의 세계 2편                   |
| 188  | 6월 1일   | 냉장고의 세계, 축구 속의 과학 1편                         |
| 189  | 6월 8일   | 목소리의 비밀, 축구 속의 과학 2편                         |
| 190  | 6월 15일  | 애니메이션, 과학아 놀자 1편                               |
| 191  | 6월 22일  | 음료수, 과학아 놀자 2편                                   |
| 192  | 6월 29일  | 땀, 여름 스포츠 과학 1편                                  |
| 193  | 7월 6일   | 장마, 여름 스포츠 과학 2편                                |
| 194  | 7월 13일  | 모기, 요리 과학 1편                                       |
| 195  | 7월 20일  | 수박, 요리 과학 2편                                       |
| 196  | 7월 27일  | 얼음의 세계, 동물들의 여름 나기 1편                       |
| 197  | 8월 3일   | 곰팡이의 세계, 동물들의 여름 나기 2편                     |
| 198  | 8월 10일  | 과자와 케이크, 물놀이 과학 1편                            |
| 199  | 8월 17일  | 곤충, 물놀이 과학 2편                                     |
| 200  | 8월 24일  | 200회 특집                                                |
| 201  | 8월 31일  | 200회 특집                                                |
| 202  | 9월 7일   | 명왕성, 다빈치를 만나다 1편                               |
| 203  | 9월 14일  | 소리와 귀, 다빈치를 만나다 2편                            |
| 204  | 9월 21일  | 눈의 세계, PSIA 박상일 대표 출연                          |
| 205  | 9월 28일  | 인삼의 신비, 성균관대학교 이영희 교수 출연                |
| 206  | 10월 26일 | 가을 나무의 변신, 고등과학원 황준묵 교수 출연             |
| 207  | 11월 2일  | 미래 우주식량, 원자력 에너지, 카이스트 유룡 교수 출연     |
| 208  | 11월 9일  | 과학 수사의 원리, SNU 프리시전 박희재 대표 출연           |
| 209  | 11월 16일 | 바이오 셔츠, 고려대학교 백경희 교수 출연                  |
| 210  | 11월 23일 | 겨울철 지식, 포항공대 김기문 교수 출연                    |
| 211  | 11월 30일 | 발효식품, 발효과학, 과학문화진흥회 김제완 회장 출연       |
| 212  | 12월 7일  | 귤 속의 과학, 테라급나노소자개발사업단 이조원 단장 출연   |
| 213  | 12월 14일 | 보온, 현대기아자동차 이현순 사장 출연                     |
| 214  | 12월 21일 | 크리스마스 트리의 과학, 산타의 물리학, 기상청 예보 시스템 |
| 215  | 12월 28일 | 시계의 과학, 타임머신 기술, 2006 과학계 7대 뉴스          |

### 2007년
| 회차 | 방송일    | 내용                                                                    |
| ---- | --------- | ----------------------------------------------------------------------- |
| 216  | 1월 4일   | 국산 경비행기 반디호, 소리의 비밀                                       |
| 217  | 1월 11일  | 수증기, 공기                                                            |
| 218  | 1월 18일  | 트랜스 지방, 정전기                                                     |
| 219  | 1월 25일  | 태양전지, 착시현상                                                      |
| 220  | 2월 1일   | 감기, 관성                                                              |
| 221  | 2월 8일   | 지진, 마술 속의 과학                                                    |
| 222  | 2월 15일  | 수소, 마찰력                                                            |
| 223  | 2월 22일  | 컴퓨터 그래픽, 무게 중심                                                |
| 224  | 3월 1일   | 전자 종이의 원리, 반사와 굴절                                           |
| 225  | 3월 8일   | 신호등, 진공                                                            |
| 226  | 3월 15일  | 황사, 자석의 힘                                                         |
| 227  | 3월 22일  | 표면장력, 포장과학의 세계                                               |
| 228  | 3월 29일  | 로켓의 작용 반작용 원리, 디지털 교과서                                  |
| 229  | 4월 5일   | 산과 염기, 나무를 잘 심는 방법                                          |
| 230  | 4월 12일  | 산소와 이산화탄소, 과학 행사 현장                                       |
| 231  | 4월 19일  | 2007 가족 과학 축제                                                     |
| 232  | 4월 26일  | 스포츠 속의 과학 1편, 움직이는 나무 인형                                |
| 233  | 5월 3일   | 스포츠 속의 과학 2편, 바이오 오디세이 전                                |
| 234  | 5월 10일  | 불국사와 석굴암 속의 과학, 별의 비밀                                    |
| 235  | 5월 17일  | 세종대왕 시대의 과학 기구, 쌀에 숨은 과학                               |
| 236  | 5월 24일  | 뇌에 숨겨진 과학과 궁금증                                               |
| 237  | 5월 31일  | 무인도에 숨은 과학, 소중한 바다                                         |
| 238  | 6월 7일   | 놀이 공원 속의 원심력, 과학은행                                         |
| 239  | 6월 14일  | 놀이공원 속의 관성과 무중력, 캔 속에 담긴 과학이야기                    |
| 240  | 6월 21일  | 드라이 아이스, 도심의 자연                                              |
| 241  | 6월 28일  | 비의 비밀, 식중독                                                       |
| 242  | 7월 5일   | 더위 - 과학으로 이기자 1편, 얼음의 비밀                                 |
| 243  | 7월 12일  | 더위 - 과학으로 이기자 1편, 공룡                                        |
| 244  | 7월 26일  | 납량과학, 이동 과학 교실                                                |
| 245  | 8월 2일   | 귀곡산장 속의 과학, 거미의 진실                                         |
| 246  | 8월 9일   | 제주도의 특별한 보물, 제주해변과학캠프                                  |
| 247  | 8월 16일  | 제주도의 소중한 보물, 제주도의 매력                                     |
| 248  | 8월 23일  | 2007 대전 사이언스 페스티벌                                             |
| 249  | 8월 30일  | 부력, 물                                                                |
| 250  | 9월 6일   | 주말농장 속의 과학, 소중한 에너지                                       |
| 251  | 9월 13일  | 봉숭아 꽃물의 비밀, 카이스트 오준호 박사 출연                           |
| 252  | 9월 20일  | 추석 속의 과학, 서울대학교 김빛내리 교수 출연                           |
| 253  | 9월 27일  | 가을에 숨은 과학, LG전자 이희국 사장 출연                               |
| 254  | 10월 11일 | 전통 음식 속 과학 원리, 현대중공업 민계식 부회장 출연                   |
| 255  | 10월 18일 | 추수의 과학, 한국과학기술원 신성철 박사 출연                            |
| 256  | 10월 25일 | 목장에서 찾은 과학, 한양대학교 최정훈 교수 출연                         |
| 257  | 11월 1일  | 미래성장동력 2007, 이화여대 최진호 박사 출연                            |
| 258  | 11월 6일  | 불조심 속의 과학, 연세대학교 김정한 교수 출연                           |
| 259  | 11월 13일 | 소금 속의 과학, 한국과학기술원 이화섭 박사 출연                         |
| 260  | 11월 20일 | 오스템 임플란트 최규옥 대표 출연, 닮고 싶고 되고 싶은 과학기술인 총정리 |
| 261  | 11월 27일 | 은수저의 비밀, 노벨 사이언스 체험전                                     |
| 262  | 12월 4일  | 지문 속의 과학, 달걀 속의 비밀                                          |
| 263  | 12월 11일 | 소금의 비밀, 원자력 에너지                                              |
| 264  | 12월 18일 | 미래의 에너지, 빛 속의 과학                                             |

### 2008년
| 회차 | 방송일    | 내용                                             |
| ---- | --------- | ------------------------------------------------ |
| 265  | 1월 1일   | 형광물질과 복사기 사이의 비밀, 원자력 속의 과학  |
| 266  | 1월 8일   | 미래의 에너지, 빛 속의 과학                      |
| 267  | 1월 15일  | 소금의 비밀, 원자력 에너지                       |
| 268  | 1월 22일  | 지문 속의 과학, 달걀 속의 비밀                   |
| 269  | 1월 29일  | 은수저의 비밀, 노벨 사이언스 체험전              |
| 270  | 2월 5일   | 설날에 숨은 과학, 남사당놀이의 원리              |
| 271  | 2월 12일  | 비밀편지, 원자                                   |
| 272  | 2월 19일  | 밀가루, 우주                                     |
| 273  | 2월 26일  | 먼지, 식품 속 방사선                             |
| 274  | 3월 4일   | 과학적인 화재 진압, 여드름                       |
| 275  | 3월 11일  | 딸꾹질, 인공태양 케이스타(KSTAR)                 |
| 276  | 3월 18일  | 위조방지기술, 딸기                               |
| 277  | 3월 25일  | 우유, 황사                                       |
| 278  | 4월 1일   | 숯, 산수유                                       |
| 279  | 4월 8일   | 보리, 서커스                                     |
| 280  | 4월 15일  | 콜라 속의 물질, 꿀벌 세계 속의 과학              |
| 281  | 4월 22일  | 도우미견, 나비                                   |
| 282  | 4월 29일  | 한지의 과학, 거북선의 과학                       |
| 283  | 5월 13일  | 머리카락의 과학, 구석기 시대의 과학              |
| 284  | 5월 20일  | 자외선 차단법, 자연 속 민물 고기                 |
| 285  | 5월 27일  | 음치, 미래의 발명왕                              |
| 286  | 6월 3일   | 지진, 도자기                                     |
| 287  | 6월 10일  | 우리 몸의 재미있는 현상, 소중한 자연             |
| 288  | 6월 17일  | 온실가스로부터 지구를 지키는 방법, 반딧불이      |
| 289  | 6월 24일  | 자전거 에너지, 수박                              |
| 290  | 7월 1일   | 장마철 습기와 세균 잡는 법, 모시의 비밀          |
| 291  | 7월 8일   | 모기에 숨어있는 궁금증, 옥수수의 과학            |
| 292  | 7월 15일  | 냉면의 비밀, 태권도의 과학                       |
| 293  | 7월 22일  | 분수대 속의 과학, 매미 울음소리의 비밀           |
| 294  | 7월 29일  | 시골 할머니 댁의 과학, 갯벌 속의 보물            |
| 295  | 8월 5일   | 올림픽 사이언스, 수영 실력 속의 과학             |
| 296  | 8월 12일  | 강원도 보물 대 탐험 1부, 버섯 속의 과학          |
| 297  | 8월 19일  | 강원도 보물 대 탐험 2부, 영화 속의 과학          |
| 298  | 8월 26일  | 악기 소리의 비밀, 잠자리 속의 과학               |
| 299  | 9월 2일   | 잠의 비밀, 해바라기 속의 과학                    |
| 300  | 9월 9일   | 우주인 이소연의 외나로도 특명                    |
| 301  | 9월 16일  | 외나로도 친구들의 개기일식 탐사                  |
| 302  | 9월 23일  | 외나로도 친구들의 개기일식 탐사                  |
| 303  | 9월 30일  | 가을 운동회 속의 과학 원리, 한국지능로봇경진대회 |
| 304  | 10월 7일  | 비보이 동작의 과학 원리, 밤의 과학               |
| 305  | 10월 14일 | 찜질방 속의 과학 원리, 우유의 과학               |
| 306  | 10월 21일 | 야구 속의 과학 원리, 남산 속의 과학              |
| 307  | 10월 28일 | 창덕궁 속의 과학, 메뚜기                         |
| 308  | 11월 4일  | 전국민생활과학경진대회                           |
| 309  | 11월 18일 | 전국민생활과학경진대회                           |
| 310  | 11월 25일 | 국립과천과학관, 포항공대 최영주 교수 출연        |
| 311  | 12월 2일  | 추위를 이기는 방법, 이소연 박사 출연             |
| 312  | 12월 9일  | 스키장에서 찾은 과학, 이화여대 남원우 교수 출연  |
| 313  | 12월 16일 | 케이크 속의 과학, 서울대학교 김선영 교수 출연    |
| 314  | 12월 23일 | 철새의 이동, 서울대학교 김선영 교수 출연         |
| 315  | 12월 30일 | 홀로그램 속의 과학, 서울대학교 박영준 교수 출연  |

### 2009년
| 회차 | 날짜     | 부제                     | 영역        | 비고                                                  |
| ---- | -------- | ------------------------ | ----------- | ----------------------------------------------------- |
| 316  | 1월 6일  | 레몬편지의 비밀          | 화학        |                                                       |
| 317  | 1월 13일 | 미안해 로봇, 널 오해했어 | 물리학      | 가수 김장훈 특별 출연                                 |
| 318  | 1월 20일 | 과학은 마술을 타고       | 물리학 화학 | 마술사 오은영 특별 출연                               |
| 319  | 2월 3일  | 과학은 마술을 타고       | 물리학 화학 | 마술사 오은영 특별 출연                               |
| 320  | 2월 10일 | 북극곰의 SOS             | 지구과학    |                                                       |
| 321  | 2월 17일 | 북극곰의 SOS             | 지구과학    |                                                       |
| 322  | 2월 24일 | 북극곰의 SOS             | 지구과학    |                                                       |
| 323  | 3월 3일  | 기생충의 두 얼굴         | 생물학      | 단국대학교 서민 교수 출연                             |
| 324  | 3월 10일 | 기생충의 두 얼굴         | 생물학      | 단국대학교 서민 교수 출연                             |
| 325  | 3월 17일 | 소리의 비밀을 밝혀라     | 물리학      | 카이스트 김양한 교수 출연                             |
| 326  | 3월 24일 | 교과서 밖의 수학 여행    | 이산수학    | 비정식 HD 방송분                                      |
| 327  | 3월 31일 | 교과서 밖의 수학 여행    | 이산수학    | 〈비비디 바비디 부〉가 엔딩 크레딧 배경 음악으로 쓰임 |
| 328  | 4월 7일  | 내 몸의 과학             | 생물학      | 〈비비디 바비디 부〉가 엔딩 크레딧 배경 음악으로 쓰임 |
| 329  | 4월 14일 | 내 몸의 과학             | 생물학      | 마지막회 한국생명공학연구원 이재란 박사 출연          |